# Villanueva de Cameros
Villanueva de Cameros é um município da Espanha 
na província e comunidade autónoma de La Rioja, de área 19,16 km² com população de 109 habitantes (2004) e densidade populacional de 5,69 hab/km².

## Demografia
| Variação demográfica do município entre 1991 e 2004 | Variação demográfica do município entre 1991 e 2004 | Variação demográfica do município entre 1991 e 2004 | Variação demográfica do município entre 1991 e 2004 |
| --------------------------------------------------- | --------------------------------------------------- | --------------------------------------------------- | --------------------------------------------------- |
| 1991                                                | 1996                                                | 2001                                                | 2004                                                |
| 123                                                 | 126                                                 | 125                                                 | 109                                                 |